# IMBEL M973/Springfield Armory M1911A1

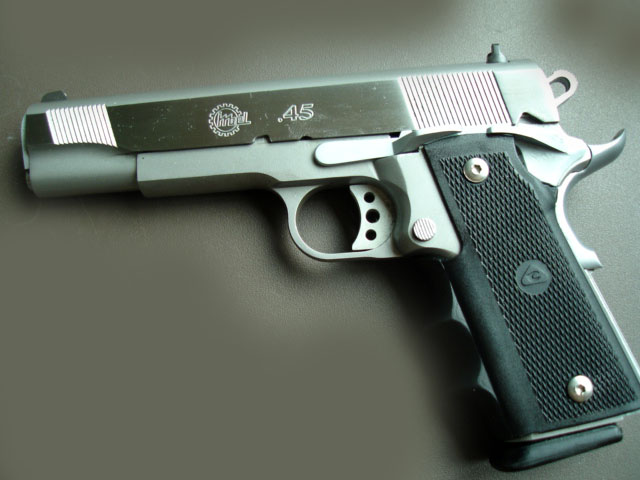
L'imposant IMBEL .45 GC en calibre .45 est très répandu dans les polices militaires brésiliennes.

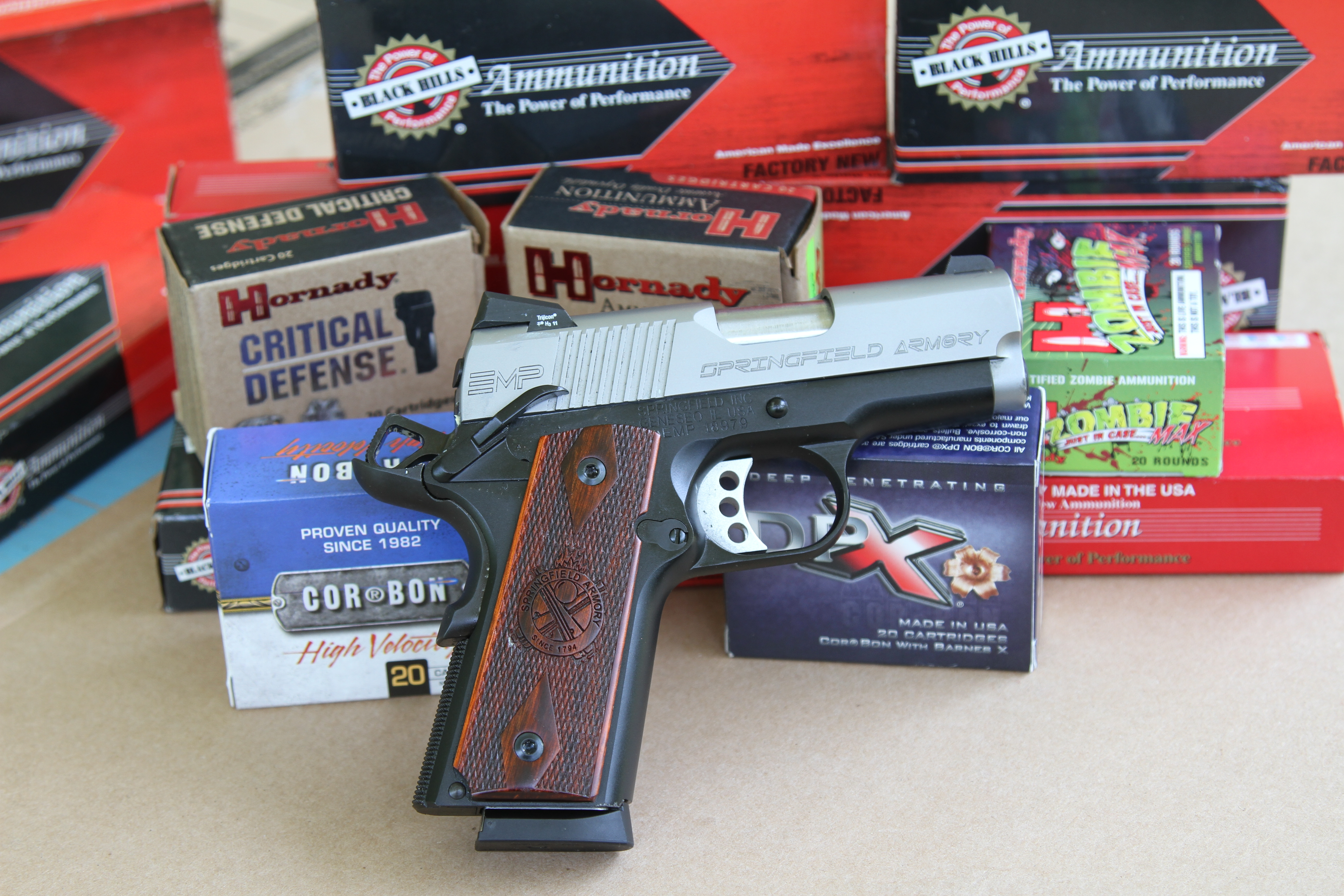
Le très compact SPRINGFIELD 1911 EMP en calibre .40 est très prisé chez les citoyens aux USA.

Le Pistola 9 M973 est un pistolet semi-automatique brésilien, version locale du Colt M1911A1, fabriquée à 50 000 exemplaires par IMBEL.

## Présentation
Il ne diffère du Colt .45 ACP que par quelques détails : calibre, capacité du chargeur et donc masse à vide. Il fonctionne ainsi en simple action

## Une arme de poing fort prisé au Brésil
Il a été adopté par les forces armées brésiliennes qui l'utilisent aux côtés des Pistolas .45 M1911A1,  200 armes de saariante 45 M968 (les Colt M1911 et Commander produits sous licence), Pistola M/975 et Glock 21. Usage massif des IMBEL M973 en 9 mm Parabellum (Forces armées) mais surtout en .40 S& et .45 ACP sont d'usage courant dans les différentes polices brésiliennes au côté du Taurus PT-1911 (calibre .45). Les versions chambrées en .380 ACP du PA IMBEL MD1 sont courantes sur les marchés civils latino-américains (Brésil/Mexique principalement).

### L'IMBEL M/968
C'est l'équivalent brésilien du Colt Commander

### Les IMBEL 380
- Munition : .380 Auto (9 mm court)
- Longueur du canon :
  - 380 GC MD 1 : 11 cm
  - 380 GC MD 2 : 13 cm
  - 380 MD 1 N : 11 cm
- Encombrement de l'arme vide (longueur totale/masse)
  - 380 GC MD 1: 19,5 cm/1 kg
  - 380 GC MD 2 :22 cm /1,1 kg
  - 380 MD 1 N : 19,5 cm /0,94 kg
- Capacité du chargeur :
  - 380 GC MD 1 : 17 ou 19 coups
  - 380 GC MD 2 :17 ou 19 coups
  - 380 MD 1 N : 9 coups

### Les IMBEL 9
- Munition : 9 mm Luger
- Longueur du canon : 128 mm (5 pouces)
- Encombrement de l'arme vide (longueur totale/masse) : 22 cm/1,12 kg
- Capacité du chargeur : 17 cartouches

## Les Versions américaines: le Springfield M1911A1
Plusieurs de ces variantes sont importés par la firme US Springfield Armory, Inc. sous  le nom de Springfield M1911A1 et largement diffusés en Amérique du Nord et en Europe (TSV). En 2016, la gamme comprend les modèles : 1911 EMP (9 mm Luger/.40SW),1911 EMP 4” Lightweight Champion Model (9mm),1911 Champion Operator Lightweight Model (.45ACP),1911 Mil-Spec Model (.45ACP), 1911 Range Officer Compact Model (9mm/.45ACP),1911 Range Officer Model (9 mm/.45ACP), 1911 Range Officer Champion Model (9 mm/.45ACP), 1911 Loaded Model (.45ACP) et 1911 TRP Model.  Ces armes à l'exception des EMP et TRP reprennent les caractéristiques des versions des années 1980 et 1990 :

### Le plus petit: le Springfield EMP
- Munition : 9 mm Luger ou .40 S&W.
- Longueur de l'arme : 17 cm
- Longueur du canon : 7.62 cm
- Masse de l'arme vide : 0,77 (9 mm) ou 0,94 g (.40)
- Chargeur : 9 coups (9 mm) ou 8 coups (.40).
- Utilisateurs : Ce très compact PA  est conçu pour le marché de la  défense personnelle. Il est populaire chez les policiers américains comme arme personnelle porté e lors des trajets entre leur domicile et le poste de police.

### Le plus original: le Springfield 1911 PDP Defender
- Munition : .45 Auto.
- Matériaux carcasse en  acier inoxydable,glissière  en acier au carbone
- Finition carcasse inox, glissière bronzée
- Longueur de l'arme : 23 cm
- Longueur du canon : 12,7 cm (compensateur compris)
- Masse de l'arme vide : 1,130. kg.
- Chargeur : 7 coups (livré à 2 ex. par pistolet) ou 8 coups.
- Utilisateurs : Le Springfied PDP Defender est un modèle destiné initialement aux citoyens pour leur self-defense .  Dans la culture populaire c'est donc l'arme du l'inspecteur Bridges (joué par Don Johnson) dans Nash Bridges.

### Le plus célèbre: Le Springfield TRP/Operator
- Munition : .45 Auto.
- Longueur de l'arme : 22 cm
- Longueur du canon : 12,7 cm
- Masse de l'arme vide : 1,1 kg.
- Chargeur : 7 coups (livré à 2 ex. par pistolet) ou 8 coups.
- Utilisateur : Le Springfied TRP est un modèle destiné initialement aux opérateurs du HRT du FBI.  Dans la culture populaire c'est donc l'arme du profiler David Rossi (joué par Joe Mantegna) dans Esprits criminels.

## Sources et Bibliographie
Cette notices produit de la consultation des catalogues de ses fabricants :
- Site internet d'Imbel
- Site internet de Springfield

Et de la lecture des ouvrages suivants :
- Le Colt M. 1911 1 & ses dérivés modernes  par M. Malherbe (Éditions Crépin-Leblond, 23e édition, 2011)
- Les Colts (3). Les Pistolets automatiques Colt par Yves Louis Cadiou (éditions du Portail, 2000)
- Encyclopédie de l'Armement mondial, tomes 2 et 3 par J. Huon (éditions Grancher, 2012)
- Les Pistolets Colt - 100 ans de Production (Éditions H&L - HLebooks.com 1996)